# Маєр (Врбовсько)
45°19′ пн. ш. 15°07′ сх. д. / 45.32° пн. ш. 15.12° сх. д.
Маєр (хорв. Majer) — населений пункт у Хорватії, у Приморсько-Горанській жупанії у складі міста Врбовсько.

## Населення
Населення за даними перепису 2011 року становило 16 осіб.
Динаміка чисельності населення поселення:

## Клімат
Середня річна температура становить 9,10 °C, середня максимальна – 22,77 °C, а середня мінімальна – -6,54 °C. Середня річна кількість опадів – 1421 мм.
| Клімат поселення                              | Клімат поселення | Клімат поселення | Клімат поселення | Клімат поселення | Клімат поселення | Клімат поселення | Клімат поселення | Клімат поселення | Клімат поселення | Клімат поселення | Клімат поселення | Клімат поселення | Клімат поселення |
| Показник                                      | Січ.             | Лют.             | Бер.             | Квіт.            | Трав.            | Черв.            | Лип.             | Серп.            | Вер.             | Жовт.            | Лист.            | Груд.            |                  |
| Середній максимум, °C                         | 6,00             | 7,64             | 10,78            | 14,77            | 19,48            | 22,77            | 22,21            | 21,72            | 17,83            | 13,66            | 8,19             | 4,58             |                  |
| Середня температура, °C                       | −0,27            | 1,38             | 4,49             | 8,50             | 13,21            | 16,49            | 18,43            | 17,93            | 14,03            | 9,87             | 4,39             | 0,79             |                  |
| Середній мінімум, °C                          | −6,54            | −4,9             | −1,78            | 2,20             | 6,92             | 10,21            | 14,62            | 14,13            | 10,26            | 6,06             | 0,61             | −3,01            |                  |
| Норма опадів, мм                              | 83               | 89               | 102              | 125              | 112              | 129              | 101              | 110              | 132              | 156              | 159              | 123              |                  |
| Середньомісячна швидкість вітру, м/с          | 1.88             | 2.00             | 2.30             | 2.23             | 2.08             | 1.93             | 1.86             | 1.82             | 1.78             | 1.85             | 2.01             | 2.01             |                  |
| Середньомісячна сонячна радіація, кДж/м²·день | 4227             | 6981             | 10306            | 14659            | 18842            | 20411            | 21785            | 18624            | 13683            | 8776             | 4637             | 3533             |                  |
| --------------------------------------------- | ---------------- | ---------------- | ---------------- | ---------------- | ---------------- | ---------------- | ---------------- | ---------------- | ---------------- | ---------------- | ---------------- | ---------------- | ---------------- |
| Джерело:                                      |                  |                  |                  |                  |                  |                  |                  |                  |                  |                  |                  |                  |                  |